# 砺波インターチェンジ
砺波インターチェンジ（となみインターチェンジ）は、富山県砺波市太郎丸にある北陸自動車道のインターチェンジである。

## 歴史
インターチェンジの位置については、現在地より南側（五郎丸付近）に設置する案と、高岡市戸出 - 砺波市街地北側の油田付近に設ける案もあり、後者は高岡市が陳情していた。政治問題にも発展し、建設計画そのものに影響が出ることが懸念されていたが、最終的には当初の南側ルートの案よりやや北側に設置されることになった。
1967年（昭和42年）9月7日には、建設予定地である日本製麻の敷地で杭打ち式が行われた。

### 年表
- 1973年（昭和48年）10月16日 - 砺波IC - 小杉IC間開通に伴い[8][9]、供用開始[1][2][3][5][10]。
- 1974年（昭和49年）10月29日 - 砺波IC - 金沢東IC間が開通[9][11][12]。

## 道路
- E8 北陸自動車道（20番）

直接接続
- 国道359号

間接接続
- 国道156号

1981年（昭和56年）の時点では、直接国道156号に接続されていたが、1991年（平成3年）7月から1997年（平成9年）3月にかけて実施された太郎丸西部土地区画整理の一環としてインターチェンジの出入り口を国道359号のバイパスに付け替えられた。

## 料金所
- ブース数：7

### 入口
- ブース数：3
  - ETC専用：1
  - 一般：1
  - ETC/一般 : 1

### 出口
- ブース数：4
  - ETC専用：2
  - 一般：2

## 周辺
- 砺波チューリップ公園
- 県民公園頼成の森
- 瑞泉寺
- となみ散居村ミュージアム
- 道の駅砺波
- 道の駅庄川
- 道の駅井波
- 閑乗寺公園
- 西日本旅客鉄道（JR西日本）城端線 砺波駅

## 隣
E8 北陸自動車道
(19)小矢部砺波JCT - (20)砺波IC - (20-1)高岡砺波スマートIC - 高岡PA - (21)小杉IC